# Yamaha Dragstar 650
Yamaha DragStar 650 (också känd som V Star 650 och XVS650/XVS650A) är en motorcykel producerad av Yamaha Motor Company. Modellen lanserades 1997.
Yamaha DragStar 650 är baserad på motorn från modellen Yamaha Viragos 535 där cylindrarna borrades 5 mm extra till 81 mm för att få en  cylindervolym på 649 cc. 
Dragstar finns i två modeller. Custom med den lägre höjden 695 mm och lite lägre vikt om cirka 230 kg och Classic men en högre säteshöjd på 708 mm och 260 kg.
Yamaha DragStar 650 säljs i USA som en del av V-Star linjen. Den linjen såldes 1998 - 2008 i två olika versioner; Classic och Silverado, med en 649 cc V-twin motor. DragStar ser ut som de större v-twin motorcyklarna men har lägre bensinförbrukning.